# Botricello
Botricello är en ort och kommun i provinsen Catanzaro i regionen Kalabrien i Italien. Kommunen hade 5 235 invånare (2018).